# Papagona papoosa
Papagona papoosa är en insektsart som beskrevs av Ball 1935. Papagona papoosa ingår i släktet Papagona och familjen Caliscelidae. Inga underarter finns listade i Catalogue of Life.